# Katharina von Daake
Katharina von Daake (* 15. August 1988 in Waren (Müritz)) ist eine deutsche Synchron- und Hörspielsprecherin. Außerdem arbeitet sie in der Dialogregie und schreibt Dialogbücher.

## Karriere
Katharina von Daake ist seit mehreren Jahren als Sprecherin für diverse Medien aktiv, darunter Zeichentrickserien, Filme und Serien für Kino und Fernsehen, Computerspiele und Werbung für Radio.
Zudem leitet sie gelegentlich Synchronisations-Workshops auf Messen.
Ihre Ausbildung erhielt sie unter Anderen von Christian Rode, Bernhard Völger und Irina von Bentheim.
Bekannt ist sie für die Darstellung verschiedener Charaktere in unterschiedlichen Anime.

## Sprechrollen (Auswahl)

### Filme
- 2007: Metro: Die Liebe kommt nie zu spät – für Rinku Patel … als Rucha
- 2009: Prayers for Bobby – für Shannon Eagen … als Nancy Griffith
- 2009: Messengers 2: The Scarecrow – für Kalina Green … als Geistermädchen
- 2011: Der Kleinste Engel … als Engelmädchen Sarah
- 2012: The Little Girl – Das Böse hat einen Namen – für Cristina Azofra … als Clara
- 2012: Once Upon a Time in Phuket – für Ella Fogelström … als Sonja
- 2013: Cavemen – Singles wie wir – für Amanda Jane Cooper … als Beth
- 2013: Unforgiven – Das Todesurteil der Toni Jo Henry – für Jeddah Danielle Salera … als Toni Jo (Kind)
- 2013: Drift – Besiege die Welle – für Sarah Louella … als Tina
- 2013: Crazy Kind of Love – für Camryn Magness … als Ruby
- 2014: The Soldier – für Fun Chun-Ho Nhà … als Mey
- 2014: Zicke Zacke Ziegenkacke – für Adelaide Kane … als Aubrey
- 2015: The Color of Time – für Nina Ljeti … als Moira
- 2015: Frequencies – für Lily Laight … als Marie (Kind)
- 2018: Geister der Weihnacht

### Serien
- 2009–2011: Troop – Die Monsterjäger – für Jocelyn Ott … als Alicia
- 2010: Maid-sama – für Kana Asumi … ls Honoka
- 2011: One Tree Hill
- 2015: Demon King Daimao – für Ryō Hirohashi … als Riri Shiraishi
- 2015: Girls und Panzer – für Chuna … als Aya Oono
- 2015: Skins – Hautnah – für Lisa Backwell … als Pandora „Panda“ Moon
- 2015: Glitter Force – für Misato Fukuen … als Emily
- 2016: To Love Ru: Trouble – für Kaori Nazuka … als Yui Kotegawa
- 2016: Seraph of the End – für Saori Hayami … als Shinoa Hiragi
- 2016 The Testament of Sister New Devil – für Ayaka Asai … als Mio Naruse
- 2016 Yōjo Senki – für Saori Hayami … als Vikroriya Ivanovna „Visha“ Serebryakov
- 2017: Fate Apocrypha … als Astolfo
- 2019–2020: Dead to Me – für Haley Sims … als Kayley
- 2023: Halbe Helden – für N. N. … als Daisy

### Hörspiele
- 2010: Fetzer – Du bist untot, du bist ein Star … als Mirée
- 2015: Der Trotzkopf … als Rosi Müller

### Videospiele
- 2008: Bratz … als Liona
- 2012: Die Kluge Eule … als Piepsi Spielemaus